# Fotbal Club Municipal Reșița
Pour les articles homonymes, voir CSM.
Le FCM Reșița (anciennement CSM Reșița) est un club roumain de football basé à Reșița. 

## Historique
- 1926 : fondation du club sous le nom de UD Reșița
- 1946 : le club est renommé CSM Reșița
- 1948 : le club est renommé Metalochimic Reșița
- 1949 : le club est renommé Metalul Reșița
- 1956 : le club est renommé Energia Reșița
- 1957 : le club est renommé CSM Reșița
- 1975 : le club est renommé FCM Reșița
- 1982 : le club est renommé CSM Reșița
- 2005 : le club est renommé FCM Reșița

## Palmarès
- Championnat de Roumanie
  - Champion : 1931
  - Vice-champion : 1932

- Championnat de Roumanie de D2
  - Champion : 1938, 1972, 1992, 1997
  - Vice-champion : 1949, 1962, 1963, 1964, 1968

- Championnat de Roumanie de D3
  - Champion : 1937

- Coupe de Roumanie
  - Vainqueur : 1954

## Quelques anciens joueurs
- Cristian Chivu
- Ștefan Iovan
- Dudu Georgescu
- Lucian Marinescu
- Cicerone Manolache
- Florea Voinea
- Basarab Panduru
- Gabriel Perșa
- Dan Potocianu
- Ion Timofte
- George Ogăraru
- Dorinel Munteanu